# Guacamole
Guacamole e un sos originar din Mesoamerica, preparat pe bază de avocado. Cuvântul provine din limba spaniolă din aguacate și mole (avocado și sos) care la rândul lor provin din limba nahuatl, de la cuvântul Ahuacamolli (ahuacatl→aguacate→avocado; molli→mole→sos). Sosul are în componență pastă de avocado și apă la care se adaugă mirodenii. 

## Istorie
Avocado a fost cultivat pentru prima dată în Mexico în urmă cu aproximativ 10.000 de ani.. La începutul anilor 1900, avocado era cunoscut frecvent cu numele de para aligatorului. În cartea din 1697, A New Voyage Round the World, prima descriere cunoscută a unei rețete de guacamole (deși nu este cunoscută sub acest nume) a fost făcută de naturalistul englez William Dampier, care, în vizita sa în America Centrală în timpul uneia dintre circumnavigațiile sale, a remarcat un preparat nativ făcut din măcinarea împreună a avocado, zahărului și sucului de lămâie.

## Preparare
Rețeta modernă și elementară a sosului guacamole constă în a pisa, într-un mojar, fructul de avocado până la obținerea unei paste omogene, adăugând un cățel de usturoi, ceapă roșie, chili verde, zeamă de lămâie sau lime, sare si piper. De asemenea se poate adăuga coriandru tocat fin, miez de roșii proaspete sau pastă de roșii. În țările de proveniență a sosului, varianta în amestec cu roșii poartă denumirea de salsa (sos) și nu guacamole. În nordul Mexicului, sosul guacamole se prepară doar din fructul de avocado pisat, la care se mai poate adăuga puțin lapte sau smântână. 

## Utilizare

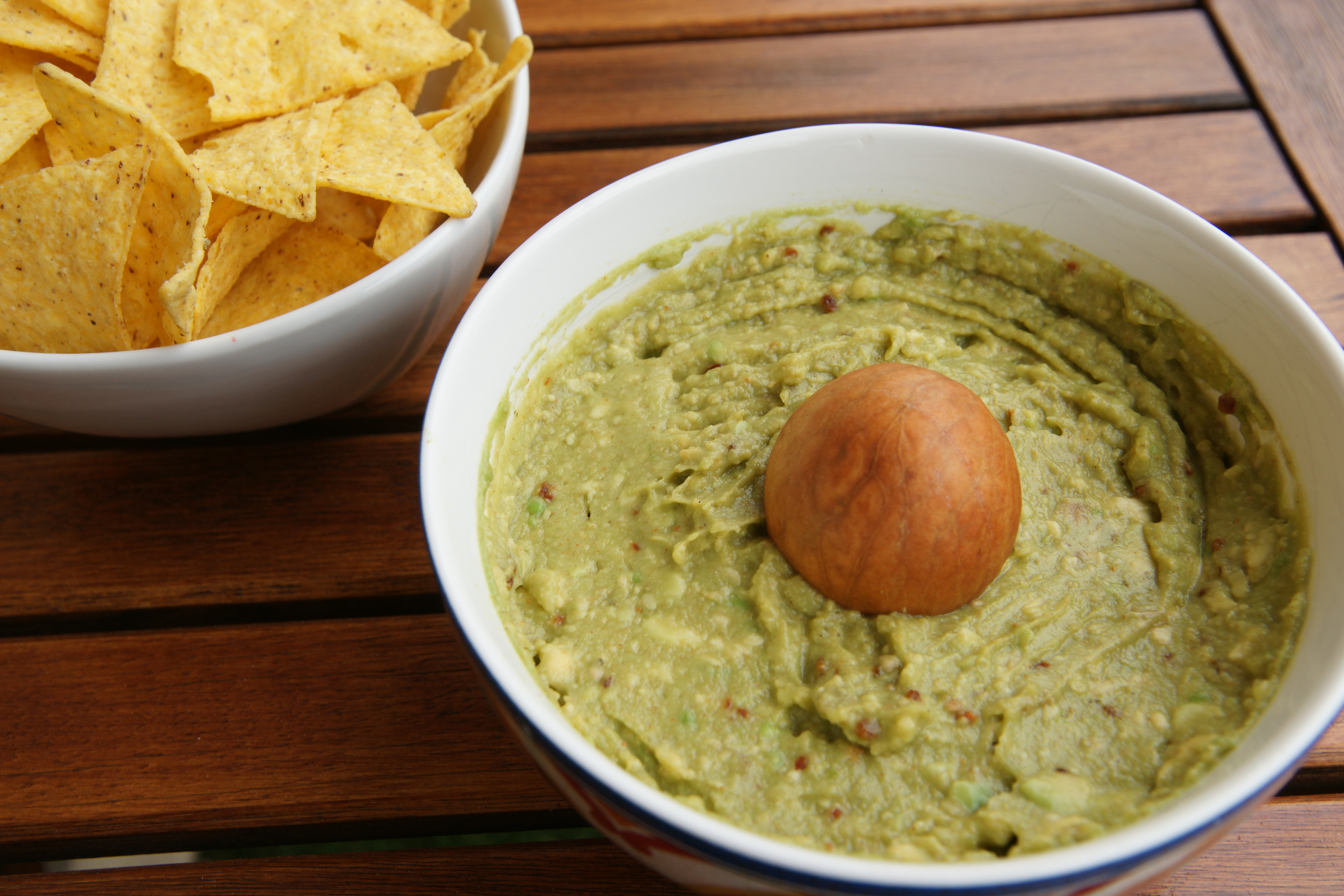
Guacamole cu chips-uri de tortilla

În bucătăria mexicană sosul de guacamole se folosește pentru a acompania diverse gustări, taco mexican, preparate din carne, etc.